# EVOLVE王座
EVOLVE王座（エボルブおうざ）は、EVOLVEが管理、認定している王座。

## 歴代王者
| 歴代   | 選手                       | 獲得日付       |
| ------ | -------------------------- | -------------- |
| 初代   | ARフォックス               | 2013年4月5日   |
| 第2代  | クリス・ヒーロー           | 2014年2月23日  |
| 第3代  | ドリュー・ギャロウェイ     | 2014年8月8日   |
| 第4代  | ティモシー・サッチャー     | 2015年7月10日  |
| 第5代  | ザック・セイバーJr.        | 2017年2月25日  |
| 第6代  | マット・リドル             | 2018年4月5日   |
| 第7代  | ジェイン・ストリックランド | 2018年8月4日   |
| 第8代  | ファビアン・アイクナー     | 2018年10月28日 |
| 第9代  | オースティン・セオリー     | 2018年12月15日 |
| 第10代 | ジョシュ・ブリッグス       | 2019年11月9日  |